# یوآنا دوخنوفسکا
یوآنا دوخنوفسکا (لهستانی: Joanna Duchnowska؛ زادهٔ ۱۴ ژانویه ۱۹۵۸) روزنامه‌نگار، مجری رادیو و بازیگر اهل لهستان است.
از فیلم‌ها یا مجموعه‌های تلویزیونی که وی در آن‌ها نقش داشته است، می‌توان به سفری برای یک لبخند اشاره نمود.